# Бризантност
У инжењерству експлозива , брисанце (/brɪˈzɑːns/; од Lua грешка in package.lua at line 80: module 'Module:ISO 639 name/ISO 639-3 (dep)' not found.  briser, са значењем „to break, shatter”, од Lua грешка in package.lua at line 80: module 'Module:ISO 639 name/ISO 639-3 (dep)' not found.  brissim, са значењем „to break”) је способност разбијања високог експлозива, одређена углавном његовим детонационим притиском.
Бризантност је минерско-техничка карактеристика експлозива која представља моћ дробљења неког експлозива. Моћ дробљења је карактеристика експлозива да по одређеним условима дроби стену. Одређује се по методи Хеса или по методи Каста. Хесова метода се заснива на спљоштењу оловних цилиндара при детонацији експлозива у слободном простору, преко челичне плоче. 
Бризантност је дефинисана мањим делом преко импулса експлозије, а знатно већим делом преко максималног притиска детонације који исноси : 
Pd=(ρ*D2)/4 [Pa]
Где је: 
- ρ – густина експлозива [kg/m³]
- D - брзина детонације [m/s]

## Практична употреба
Бризантност је од практичне важности за одређивање ефикасности експлозије у фрагментираним гранатама, чаурама бомби, гранатама, структурама и слично. Тест дробљења песка и Траузл тест оловног блока се обично користе за одређивање релативног сјаја у поређењу са ТНТ-ом (који се сматра стандардном референцом за многе сврхе).
Вредност бризантности зависи од примене. У једном екстрему, ако се експлозив користи за погон, нпр. покретањем клипа или метка, бризантност ће вероватно бити непожељно, јер ће циљ бити да се помери терет, а не да се разбије он или мотор или ватрено оружје, нити да произведе гласан звук. Таква пропулзивна пуњења су дизајнирана да сагоревају контролисано, као што су мешавине горива/ваздуха са карбурацијом у клипним моторима возила, или нитроцелулозна влакна или зрна контролисане текстуре у патронама ватреног оружја.
За одређене врсте минирања, као што је за вађење шкриљевца, код којих је циљ да се производ одвоји од околног камена са што мање оштећења, не треба више бризантности него што је потребно да се жељени производ одвоји на профитабилан начин, без неприхватљивог отпада. У ту сврху је неопходан прашак за пескарење ниског сјаја.
У разбијању чврсте стене или војне одбране, бризантност је генерално неопходна, тако да се високи експлозиви са изузетно великом брзином детонације користе колико је то практично.
Фрагментација настаје дејством пренетог ударног таласа, чија јачина зависи од притиска детонације експлозива. Генерално, што је већи овај притисак, то су фрагменти генерисани финији. Висок детонациони притисак корелира са великом брзином детонације, брзином којом се детонациони талас шири кроз експлозив, али не нужно са укупном енергијом (или радним капацитетом) експлозива, од којих се неки могу ослободити након проласка детонационог таласа. Бризантнији експлозив, дакле, пројектује мање фрагменте, али не нужно већом брзином од мање бризантног.

## Посебно бризантни експлозиви
Један од најсјајнијих конвенционалних експлозива је циклотриметилен тринитрамин (такође познат као РДКС или хексоген). РДКС је експлозивно средство у пластичном експлозиву познатом као Ц-4, који чини 91% РДКС по маси.

## Методе мерења експлозивне снаге
Ниједан појединачни тест не може директно да упореди експлозивна својства два или више једињења; важно је испитати податке из неколико тестова овог типа (дробљење песка, Траузл тест, итд.) како би се измерила релативна експлозивна снага. Праве вредности за поређење ће захтевати експерименте на терену.
Тест дробљења песка се обично користи за одређивање релативне експлозивне снаге, у поређењу са ТНТ-ом. Друге методе користе деформацију произведену унутар блока олова (Траулзово мерење) или реакцију која покреће клацкалицу или балистички малтер.
Један од конвенционалних експлозива који највише разарају је циклотриметилентринитрамин (такође познат као РДКС).